# Neujahrsblasen

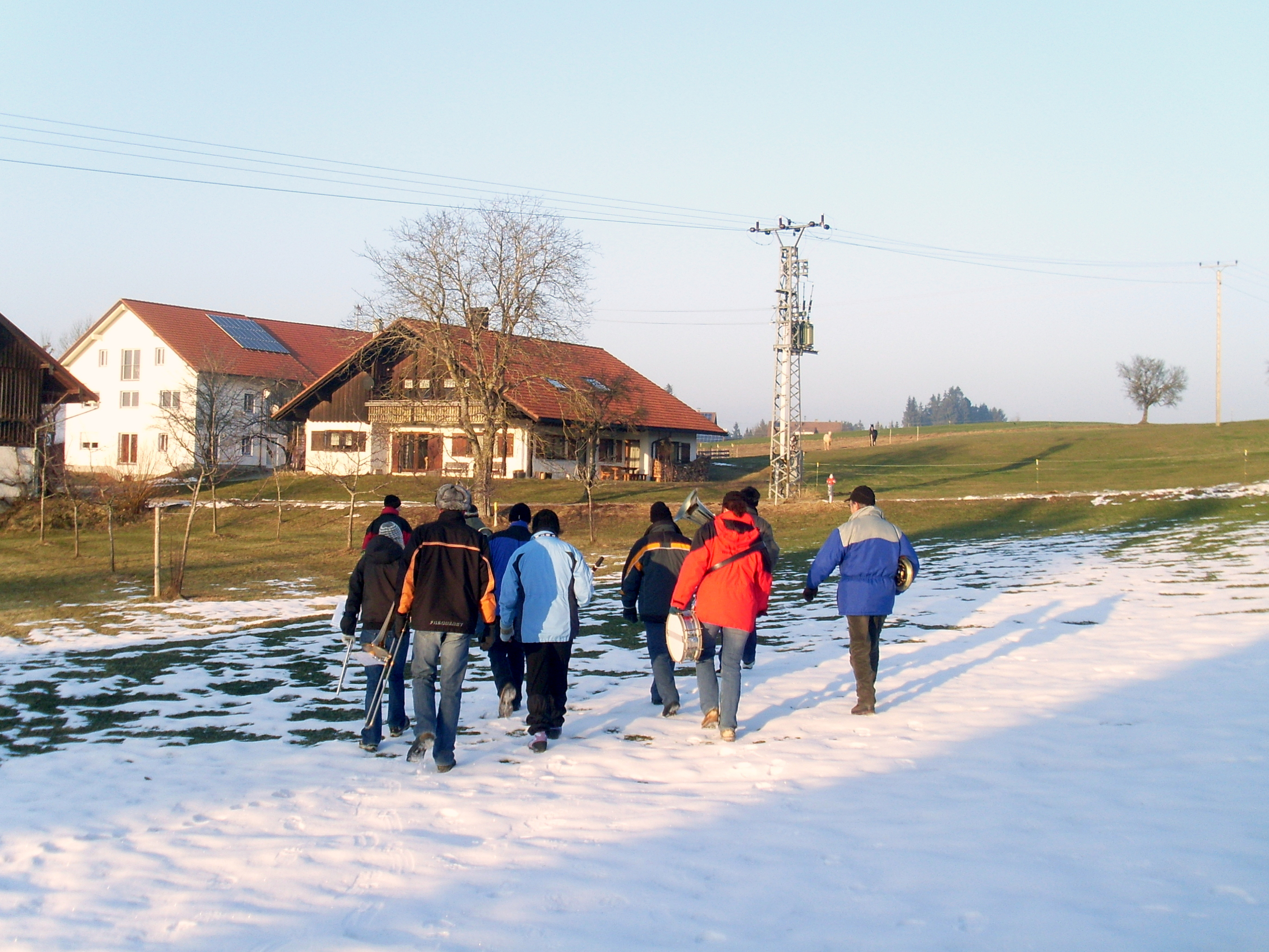
Gruppe von Musikerinnen und Musikern beim Neujahrsblasen im Allgäu

Als Neujahrsblasen (auch Neujahrsanblasen) bezeichnet man einen Neujahrsbrauch, der heute vor allem in Süddeutschland, im Alpenraum und im Erzgebirge von Musikkapellen zum Jahreswechsel gepflegt wird. Insbesondere in kleineren Gemeinden gehen Gruppen von Musikern traditionell von Haus zu Haus, um den Bewohnern mit einer musikalischen Darbietung Neujahrsgrüße zu übermitteln sowie Zuleistungen in Form einer Spende zu erhalten.

## Geschichte
Historisch handelt es sich um eine alte Tradition der Stadtpfeifer, denen zum Jahreswechsel erlaubt wurde, einen Umgang zu den Häusern der Einwohner vorzunehmen, um ihr Gehalt aufzubessern. Dabei stießen sie nicht nur auf Gegenliebe, sondern wurden auch der Bettelei bezichtigt. So berichtete der Altenburger Stadtmusikus 1737, dass ihm beim Neujahrsblasen oft die Tür verschlossen blieb und er „spöttisch und gröblich abgewiesen“ wurde. Etwa in Weimar wurde aufgrund eines herzöglichen Dekrets am 20. Dezember 1812 alle Neujahrsgänge und damit auch das Neujahrsblasen als Bettelei verboten.
Insbesondere in Niederösterreich wurde der Heischebrauch ein Vorrecht der örtlichen Musikkapellen im 20. Jahrhundert. Lag der Schwerpunkt zunächst im Singen, setzten sich zunehmend vokalinstrumentale Aufführungen und – ab Mitte des 20. Jahrhunderts – ein zunehmend weltlicher Charakter durch.
Im Erzgebirge trafen sich ab dem 27. Dezember die Bläser der Kantoreigesellschaften und zogen von Ort zu Ort innerhalb des jeweiligen Kirchensprengels und spielten vor jedem Haus einen Choral und eine weltliche Weise. Im Erzgebirge geht der Brauch auf das 18. Jahrhundert im Raum Schwarzenberg zurück. Zunächst endete der Brauch des Neujahrsblasens mit Ausbruch des Ersten Weltkrieges, da die Männer fast ausnahmslos in den Krieg gezogen waren. Erst 1926 lebte die Tradition modifiziert wieder auf.

## Ablauf

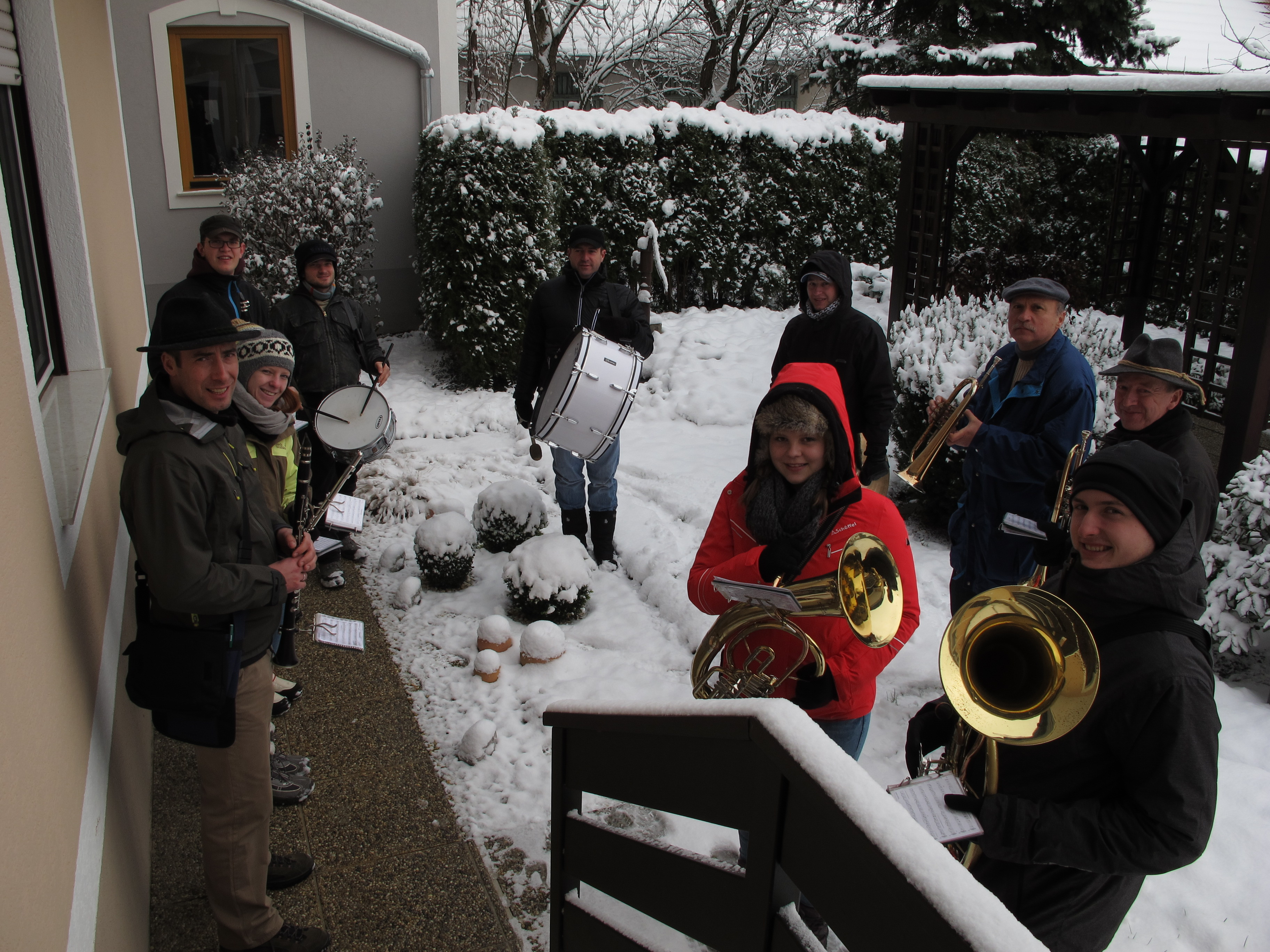
Neujahrsgeiger in der Steiermark

Bei diesem jährlich stattfindenden Brauch überbringen Musiker des örtlich ansässigen Musikvereins Neujahrsgrüße an alle Bewohner. Das Neujahrsblasen findet meist traditionell in den Tagen zwischen Weihnachten und Neujahr statt. Neben dem geselligen Beisammensein und dem Überbringen der Glückwünsche wird dieser Brauch auch als Spendenaufruf genutzt. Für die oft kleinen, meist gemeinnützigen Musikvereine, ist dies eine wichtige Möglichkeit um Spenden zu sammeln und um auf die Aktivitäten des Vereins aufmerksam zu machen. Oft erhalten die Musikanten auch Schnaps oder Likör. Innerhalb ein bis vier Tagen statten verschiedene Untergruppen des Musikvereins so den Familien, Bewohnern und ansässigen Betrieben einen Besuch ab. Diese Tradition wird je nach Region seit mehr als 100 Jahre gepflegt und nimmt einen festen Bestandteil im Jahresablauf der häufig dörflichen Gemeinden ein.
Im Erzgebirge wurde von den Bläsergruppen zunächst ein Choral – im Raum Beierfeld traditionell Lobet Gott, ihr Christen – und anschließend eine weltliche Weise dargeboten. Die Bewohner der Häuser entlohnten die Bläsergruppe gewöhnlich mit 10 bis 50 Pfennigen. Vor den Häusern der Honoratioren wurde dagegen Vom Himmel hoch, da komm ich her. Als Gegenleistung wurde eine höhere Gabe, meist ein bis zwei Taler, gegeben. Das Turmblasen nach dem Silvestergottesdienst beendete das Neujahrsblasen in der Kirchengemeinde.